# Shamshu Patera
La Shamshu Patera è una struttura geologica della superficie di Io.